# Monceaux-le-Comte
Monceaux-le-Comte é uma comuna francesa na região administrativa de Borgonha-Franco-Condado, no departamento Nièvre. Estende-se por uma área de 3,29 km². Em 2010 a comuna tinha 123 habitantes (densidade: 37,4 hab./km²).